# دارقلا
دارقلا هي وحدة الإدارية أو مقاطعة تقع في ولاية شمال دارفور بدولة السودان عاصمتها كرنوي، تحدها ليبيا من الشمال، وتشاد من الشمال الغربي.و هي جزء من دار الزغاوة

## مناطق دارقلا
| رمز المنطقة | المنطقة | رمز المنطقة | المنطقة    |
| ----------- | ------- | ----------- | ---------- |
| 1           | كرنوي   | 6           | هلالية     |
| 2           | ابوقمرة | 7           | كامو       |
| 3           | فوراوية | 8           | أبو جداد   |
| 4           | عدالخير | 9           | قادير طوكة |
| 5           | جربوكي  | 10          | مسكي       |